# Benzazepine
Benzazepine is een heterocyclische organische verbinding met als brutoformule C10H9N. De structuur bestaat uit een benzeenring die een binding gemeenschappelijk heeft met een azepinering.
Benzazepine vormt de basisstructuur voor een grote verzameling organische verbindingen die talrijke farmaceutische toepassingen vinden.